# 2013年冬季ユニバーシアード
2013年冬季ユニバーシアード（XXVI Winter Universiade）は、2013年12月11日から12月21日まで、イタリア・トレンティーノで開催された第26回冬季ユニバーシアード。当初、スロベニア・マリボルで開催予定であったが、財政事情により開催を断念し、トレンティーノに開催地を変更することになった。

## 外部サイト
- 大会公式ページ （イタリア語） （英語）